# Alain Ruscio
Pour les articles homonymes, voir Ruscio.
Alain Ruscio, né en 1947, est un historien, chercheur indépendant, et un militant politique.
En tant que chercheur, il a consacré l'essentiel de son travail, un premier temps, à la colonisation française en Indochine et à la guerre d'Indochine avant de travailler également sur la guerre d'Algérie et l'histoire coloniale.
Il fut membre du Parti communiste français durant 27 ans, jusqu'en 1991.

## Biographie

### Carrière professionnelle
Fils d'un immigré italien, issu d'une famille de la petite bourgeoisie, Alain Ruscio s'est intéressé à l'Indochine coloniale et à la phase finale de cette histoire, la guerre d'Indochine (1945-1954) dont sa thèse de doctorat en histoire, soutenue à l'université Paris I en 1984 et publiée en 1985 sous le titre Les Communistes français et la guerre d'Indochine : 1944-1954.
L'appartenance d'Alain Ruscio au Parti communiste français (PCF) — il est membre de la direction des Jeunesses du parti — lui facilite l'obtention de documents publics et privés, notamment au Vietnam,  et lui permet d'effectuer deux séjours en tant que correspondant de L'Humanité en Indochine. Selon l'auteur Bui Xuan Quang, le travail de Ruscio est « celui de l'historien, son propos est celui du militant ».
De 1978 à 1980, il est journaliste correspondant de presse de L'Humanité au Vietnam et au Cambodge. De cette connaissance du terrain en historien et comme journaliste, il témoigne dans ses ouvrages consacrés plus tard au général Giap et à la chute de Phnom Penh le 7 janvier 1979, libérée des Khmers rouges par l'armée vietnamienne.
Ses premiers livres, au milieu des années 1980, découlent de sa thèse de 1984 sur l'action de la CGT contre la guerre d'Indochine, alors oubliée.
Il dirige un Centre d’information et de documentation (CID) sur le Vietnam contemporain, qui a comme fonction de collecter, de classer et de mettre à la disposition du public une masse importante de documents de toutes provenances, en langues vietnamienne, française, anglaise, russe, italienne, etc.
Depuis quelques années, Alain Ruscio a diversifié ses travaux et orienté ses recherches vers une histoire comparative, étudiant les autres colonies françaises. Il a notamment porté ses travaux sur ce qu'il est convenu d'appeler le « regard colonial » et, plus largement, sur l'histoire de la propagande coloniale, publiant une synthèse dès 1996, Le Credo de l'Homme blanc. Regards coloniaux français, XIXe – XXe siècles (Éditions Complexe). Il a aussi participé à la coordination d'un travail collectif, Histoire de la colonisation : réhabilitations, falsifications et instrumentalisations, auquel ont notamment participé Anissa Bouayed, Catherine Coquery-Vidrovitch, Vincent Geisser, Mohammed Harbi, Sébastien Jahan, Gilles Manceron, Gilbert Meynier, Rosa Moussaoui, François Nadiras, Trinh Van Thao...
Son ouvrage, Nostalgérie. L'interminable histoire de l'OAS (Paris, Éd. La Découverte, 2015) soutient que l'organisation qui lutta jusqu'au bout pour maintenir l'Algérie dans l'orbite française avait des racines profondément ancrées dans l'histoire des relations inégalitaires entre les deux communautés, permanentes durant toute la période coloniale. Il critique l'état d'esprit d'un certain nombre de Pieds-noirs continuant à refaire en permanence les combats d'hier et à vouloir une réécriture glorificatrice (voire auto-glorificatrice) de l'Algérie française. Il soutient que l'OAS, au lieu d'être un « bouclier » des Pieds-noirs, a accentué un climat de haine qui a abouti au tragique exode de 1962[réf. nécessaire].
Alain Ruscio a eu comme préfaciers à certains de ses ouvrages Madeleine Rebérioux, Raymond Aubrac et Albert Memmi.
En 2019, Alain Ruscio publie Les Communistes et l'Algérie. L'ouvrage montre l'engagement du PCF et du PCA dans la lutte pour l'indépendance de l'Algérie, mais aussi les malaises et malentendus qui ont caractérisé la relation du Parti communiste français avec la cause algérienne. Pour l'historien André Loez, bien que « fortement documenté, son propos reste très personnel : il tient à la fois du réquisitoire anticolonial, du martyrologe pour les victimes de la torture et des exactions de l’Organisation armée secrète (OAS), et de l’examen de conscience militant, appuyé sur une formule d’Aragon : les communistes furent-ils bons « par rapport à eux-mêmes » ? »

## Engagements politiques
Historien marqué à gauche, Alain Ruscio a été militant communiste dès l'âge de 16 ans, adhère au parti peu après la mort du secrétaire général Maurice Thorez en 1964 et le demeurera jusqu'en 1991. Il a résumé son parcours politique dans un ouvrage, mi-mémoires, mi-essai politique, intitulé Nous et moi. Grandeurs et servitudes communistes, publié en 2003, qui avait fait l'objet d'un article élogieux de Pierre Vidal-Naquet dans Le Monde.
En 2012, il a soutenu Jean-Luc Mélenchon, candidat du Front de gauche à l'élection présidentielle.
En 2014, il continue son engagement à gauche en appelant à un nouveau départ pour le Front de gauche et signe, en 2018, le manifeste « Pour l’accueil des migrants » publié par les rédactions de Regards, Politis et Mediapart.
Lors de l'élection présidentielle de 2017, il appelle de nouveau à voter pour Jean-Luc Mélenchon et en 2020 signe, avec plusieurs personnalités de gauche, une tribune contre la réforme des retraites du président Emmanuel Macron

## Publications

### Ouvrages
- Vivre au Viet-Nam, Éditions sociales, 1981.
- La CGT et la guerre d'Indochine 1945 - 1954, Montreuil, Institut CGT d'histoire sociale, 1984.
- Les communistes français et la guerre d’Indochine, 1944-1954, Paris, Éd. L’Harmattan, 1985.
- La décolonisation tragique. Une histoire de la décolonisation française, 1945-1962, Paris, Messidor - Éditions sociales, 1987, 251 p., annexes[17].
- La guerre française d’Indochine (1945-1954), Bruxelles, Ed. Complexe, Coll. La Mémoire du Siècle, 1992.
- Le Credo de l’homme blanc. Regards coloniaux français, XIXe – XXe siècles, préface d'Albert Memmi, Bruxelles, Éd. Complexe, Coll. Bibliothèque Complexe, 1996 ; réed. 2002[18].
- Amours coloniales. Aventures et fantasmes exotiques, de Claire de Duras à Georges Simenon, Bruxelles, Éd. Complexe, Coll. Bibliothèque Complexe, 1996.
- Que la France était belle au temps des colonies. Anthologie de chansons coloniales et exotiques françaises, Paris, Éd. Maisonneuve & Larose, 2001.
- Nous et moi, grandeurs et servitudes communistes, Paris, Éd. Tirésias, 2003.
- Dien Bien Phu. Mythes et réalités, 1954-2004. Cinquante ans de passions françaises (en collaboration avec Serge Tignères), Paris, Éd. Les Indes savantes, 2005.
- Cambodge, an 1. Journal d'un témoin, 1979-1980 : contribution au procès du génocide Khmer Rouge, préface de Raoul-Marc Jennar, Paris, Les Indes savantes, 2008
- Võ Nguyên Giáp une vie (propos recueillis par Alain Ruscio, Hanoï, 1979-2008), Paris, Les Indes savantes, 2010.
- Y a bon les colonies ? : la France sarkozyste face à l'histoire coloniale, à l'identité nationale et à l'immigration, Pantin, Éd. Le Temps des cerises, 2011.
- Nostalgérie. L'interminable histoire de l'OAS, Paris, Éd. La Découverte, 2015
- Les communistes et l'Algérie : des origines à la guerre d'indépendance, 1920-1962, La Découverte, dl 2019 (ISBN 978-2-348-03648-4, lire en ligne).
- Hô Chi Minh : écrits et combats, préface de Joseph Andras, Montreuil, Le Temps des Cerises, 2019
- Quand les civilisateurs croquaient les indigènes, Paris, éd. Cercle d'Art, 2020.
- Aragon & la question coloniale. Itinéraire d'un anticolonialiste, édition Manifeste !, 2022,  (ISBN 9782492908170) (préface de Pierre Juquin).
- Paris Colonial et anticolonial. Promenades dans la capitale. Une histoire de l'esclavage et de la colonisation, Hémisphères éditions et maisonneuve & larose, 2023, 318 p.Écrit avec Marcel Dorigny.
- La première guerre d'Algérie : une histoire de conquête et de résistance, 1830-1852, La Découverte, 2024, 773 p.

### Direction d’ouvrages
- Vietnam, l’histoire, la terre, les hommes, Paris, Éd. L’Harmattan, Coll. Péninsule indochinoise, 1989 ; réed. 1993.
- La guerre française d’Indochine (1945-1954). Les sources de la connaissance. Bibliographie, filmographie, documents divers, Paris, Éd. Les Indes savantes, 2002.
- L’affaire Henri Martin et la lutte contre la guerre d’Indochine (actes de la journée d'étude tenue à Paris, salle Olympe de Gouges, mairie du XIe, Paris, le 17 janvier 2004), Paris, Éd. Le Temps des cerises, 2005.
- Histoire de la colonisation. Réhabilitations, falsifications, instrumentalisations, ouvrage collectif sous la direction de Sébastien Jahan et Alain Ruscio, Paris, Éd. Les Indes savantes, 2007[19].
- L'Humanité censuré 1954 - 1962, un quotidien dans la guerre d'Algérie, coordination d'ouvrage avec Rosa Moussaoui, préface de Patrick Le Hyaric, Paris, Cherche-midi éd., 2012.
- Une vie pour le Viêtnam. Mélanges en l'honneur de Charles Fourniau, Paris, Éd. Les Indes savantes, 2016.
- Encyclopédie de la colonisation française, Les Indes Savantes, 2016, 2017, 2019, 2022 (A-B. (511 p.) vol. 1 ; C-C. (517 p.) vol. 2 ; D-F. (521 p.) vol. 3 ; G-K. (444 p.) vol. 4)

### Autres
Participation à des ouvrages dirigés par Charles-Robert Ageron, Dimitri Nicolaïdis, Bernard Mouralis, Philippe Devillers, Serge Wolikow, Jean Suret-Canale, Claude Liauzu, Pascal Blanchard, etc.
Plus d'une centaine d'articles dans des revues spécialisées d'Histoire (Vingtième Siècle, Revue française d'histoire d'outre-mer, Cahiers d'histoire. Revue d'histoire critique, Revue d'Histoire Moderne & Contemporaine, etc.)
Il écrit par ailleurs des articles d'actualité et / ou liés à l'histoire dans la presse de gauche et d'extrême gauche (L'Humanité, Le Monde diplomatique, etc.) et participe à quelques sites Internet (Mediapart, LDH Toulon, devenu Histoire coloniale et post-coloniale, Orient XXI).
Il coordone la constitution d'une somme, une Encyclopédie de la colonisation française (Éditions Les Indes Savantes), forte de la participation de plus d'une centaine d'auteurs, venus de France métropolitaine, des territoires d'outre-mer, mais aussi des anciennes colonies et du Royaume-Uni, des États-Unis, de Belgique, du Canada, etc., qui devrait comprendre six volumes,.